# Église Saint-François-d'Assise de Hamrun
L'église Saint-François-d'Assise est une église catholique située à Hamrun, à Malte.

## Historique
Les franciscains ouvrirent une chapelle en 1947, mais, devant l'afflux massif de gens, ils décidèrent d'en construire une autre en 1952 et dédicacée le 25 mai 1955.